# SS過疎地

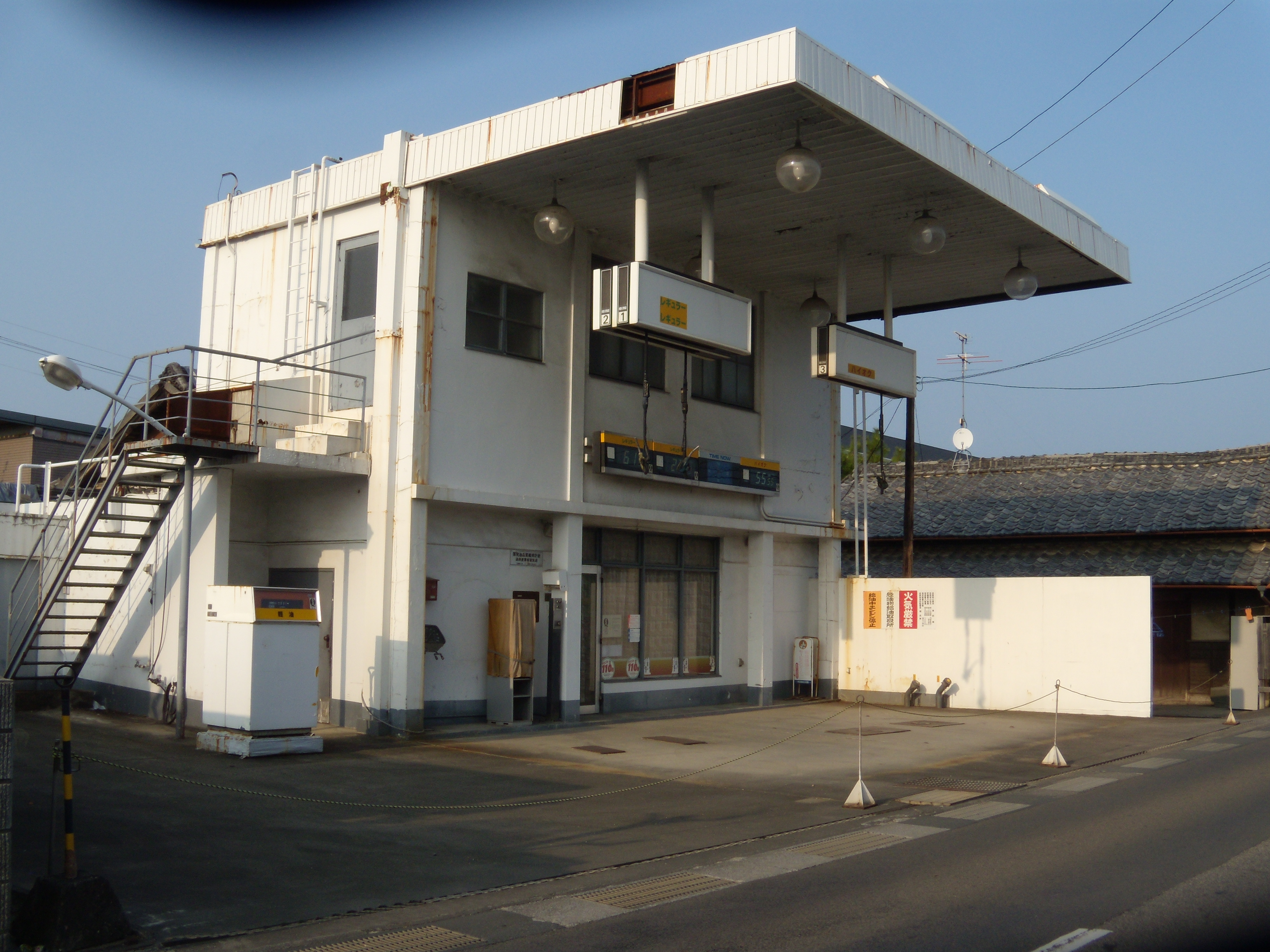
閉店したまま放置され、廃墟と化したガソリンスタンド。
（愛媛県新居浜市にて2015年撮影）

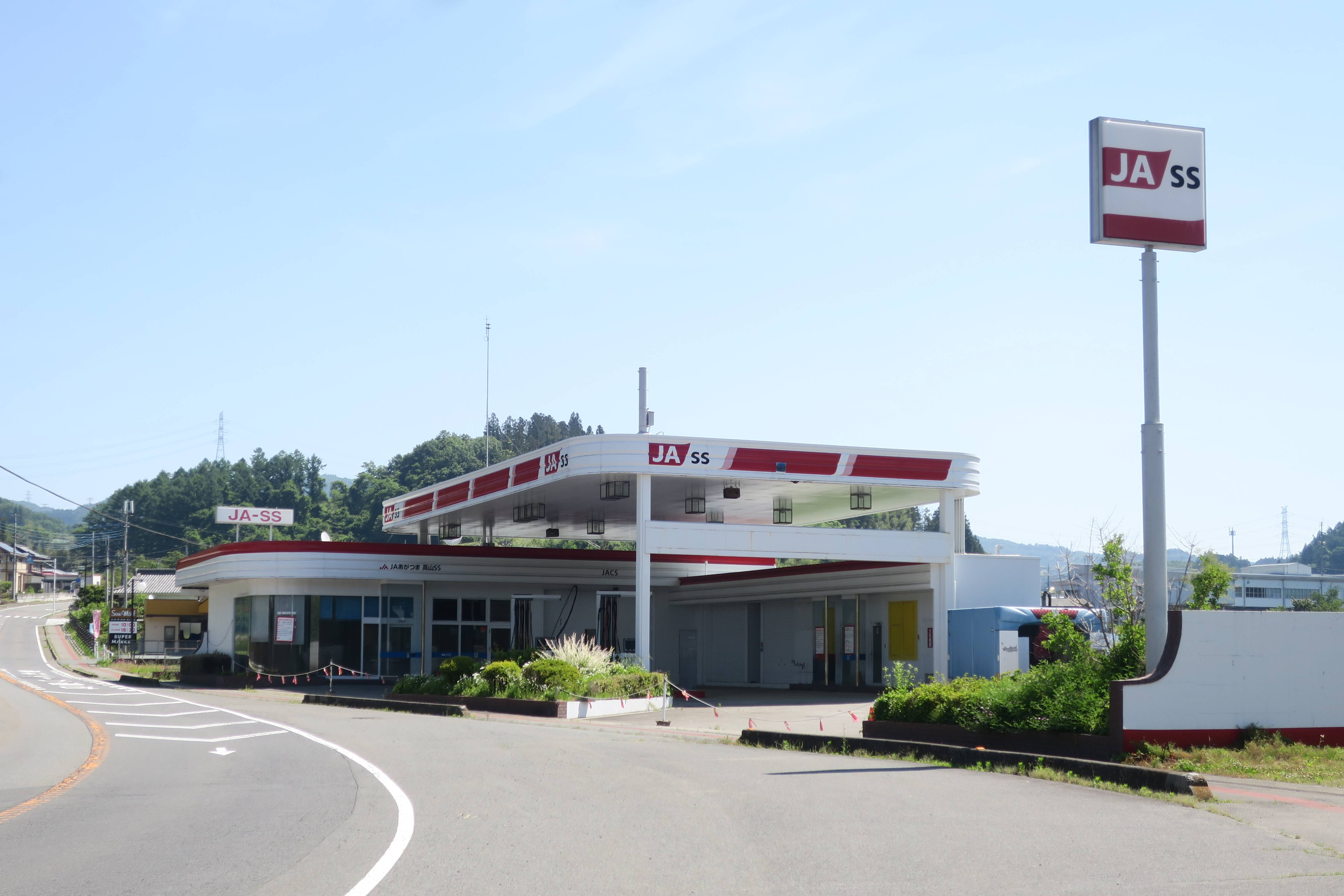
JA-SS高山SS跡。2025年2月に閉店したことで、群馬県吾妻郡高山村は村内のガソリンスタンド店舗数がゼロとなった。（2025年6月撮影）

SS過疎地（SSかそち）は、日本において、ガソリンスタンド（サービスステーション; SS）の数が少ない、または全く無い場所を指す名称。買い物難民の一種である。
そのために生活に必要な石油燃料の確保がままならない人を、「給油所難民」や「石油難民」、「ガソリン難民」などと呼ぶ。

## 概要
地域によっては、モータリゼーションや機械化農業の要ともいえるガソリンスタンドの数が著しく減少している問題がある。これがすでに買い物難民や医療難民が発生している地域で起きた場合は、ガソリンスタンドという一商店の衰退にとどまらず、自家用車やオートバイで移動できていた人まで巻き込んだ交通不便が生み出され、地域のインフラストラクチャーが失われることと同義となる。
それだけにとどまらず、ガソリン、軽油、灯油といった石油燃料が買えないことは、農業に必要なトラクターや刈払機などの各種エンジン式農機具類、ポンプ・高圧洗浄機、災害時の命綱ともなりうるエンジン発電機も使用できなくなる。これらの製品は自動車用のガソリンや軽油を指定燃料としている場合も多い。また住居に不可欠な石油暖房機器やボイラーなども含めた｢全ての石油燃料利用機器」が使えなくなるおそれもある。
このようにガソリンスタンド過疎地域問題はライフライン崩壊に直結し、地域がゴーストタウンと化すおそれがあることから、民間努力任せにせず公的な支援を行うことが必要なのではないかという声もある。

### 現状
経済産業省・資源エネルギー庁の報告書によると、2014年度末時点でガソリンスタンドが3か所以下の市町村が283箇所、そのうち全くない所が10か所ある。
また同一市町村内にガソリンスタンドが4か所以上あったとしても、店舗が偏って集中していれば、同様に不便を強いられる。例として、愛知県長久手市を通る愛知県道6号力石名古屋線の杁ヶ池交差点（リニモ杁ヶ池公園駅近く）より東にはガソリンスタンドがなく、16kmほど東へ向かった豊田市の猿投グリーンロードの中山IC近くに、ようやくガソリンスタンドがあるほか、千葉県市川市でも国道14号沿道に゙ガソリンスタンドはない（国道14号から外れた市川インターチェンジ付近にある）。
以下のような背景により経営状況が悪化し、後継者不足にもつながっているとされる。
- 燃費の良いエコカーの普及、若者の車離れ、高齢者の免許返納などによる、ガソリンの需要減少。
- ガソリンスタンド同士の競争激化、安価なセルフ式スタンドの普及。
- 老朽設備の改修費用の上昇。2011年の消防法改正で40年超のタンク改修が義務付けられたが、安くても数百万～1000万、場合によっては億単位の費用がかかる[9][5]。

自宅で充電できる電気自動車やPHEVを利用することで回避できるようにも見えるが、特にピュアEVに関しては2020年代現在の車種ラインナップを見る限り概ね航続距離と低価格はトレード・オフの関係にある。つまり、｢十分な航続距離を求めれば買えない値段になり、買える値段であれば今度は航続距離が足りない｣と言う状況に陥ってしまう。
- 車両価格の高額さ。特に安価なモデルだと内燃機関車に比べて1.5～2倍程度の価格差もままある。
- 航続距離の不安。とりわけ地方山間部のような長距離登坂では不安が残る。
- 充電環境の問題。
  - 公共の充電スタンド設置台数の問題。
  - そもそも自宅及び目的地で充電ができるのかという問題。個々の不動産事情に加え、EV各社も暴風雨雪及び落雷の際は充電するなとしている。

## 政府の対応
資源エネルギー庁や全国農業協同組合連合会などで構成されるSS過疎地対策協議会は、2016年5月に「SS過疎地対策ハンドブック」を策定している。ここではSS過疎地を「市町村内のSS数が3か所以下の自治体」と定義し、その数は2016年度末で302市町村、前年より14市町村増加していると発表した。また、302箇所において、「最寄りSSまでの道路距離が15km以上離れている住民が所在する市町村」に該当すると発表した。これらの対策として、SSの新設や設備更新を目的とした補助金を設けることが盛り込まれている。